# Округ Бурт (Небраска)
Округ Бурт (енгл. Burt County) је округ у америчкој савезној држави Небраска.

## Демографија
По попису из 2010. године број становника је 6.858, што је 933 (-12,0%) становника мање него 2000. године.
| Група             | 2000.         | 2010.         |
| Белци             | 7.538 (96,8%) | 6.520 (95,1%) |
| Афроамериканци    | 14 (0,2%)     | 26 (0,4%)     |
| Азијати           | 15 (0,2%)     | 17 (0,2%)     |
| Хиспаноамериканци | 98 (1,3%)     | 126 (1,8%)    |
| Укупно            | 7.791         | 6.858         |